# Sarah Palfrey
Sarah Palfrey (Sharon, 18 september 1912 – New York, 27 februari 1996) was een tennisspeelster uit de Verenigde Staten van Amerika. Zij was actief van de jaren 1920 tot ver in de jaren 1940. In 1941 en 1945 won zij de enkelspeltitel op het US Open.
Palfrey was vooral succesvol in het dubbelspel waar zij elf grandslamtitels bij het vrouwendubbelspel en vijf bij het gemengd dubbelspel won. In 1947 werd Palfrey professional, eigenlijk samen met Pauline Betz, die daardoor haar amateurlicentie verloor. Zij speelden samen wedstrijden tegen elkaar, en verdienden daar ieder $10.000 mee.
In 1963 werd zij opgenomen in de internationale Tennis Hall of Fame.
Tussen 1986 en 2006 werd de naar haar vernoemde Sarah Palfrey Danzig Award uitgereikt.

## Privé
Op 6 oktober 1934 trouwde Palfrey met Marshall Fabyan, waarvan zij in 1940 scheidde.
Vervolgens trouwde zij met Elwood Cooke, een Amerikaans tennisser, met wie zij een dochter kreeg. In april 1949 scheidde zij van hem, en trouwde zij met Jerome Alan Danzig, met wie zij de rest van haar leven getrouwd bleef.
Na haar actieve sportcarrière werd Palfrey sportredacteur bij NBC in 1956 en 1957. In 1965 werd ze advertentieverkoper voor het tijdschrift World Tennis.
In 1996 overleed Palfrey aan de gevolgen van longkanker in een ziekenhuis in New York.
Palfrey had een broer en vier zussen, die allen behoorlijke tennisspelers waren.

## Resultaten grandslamtoernooien
| Legenda | Legenda                          |
| ------- | -------------------------------- |
| g.t.    | geen toernooi gehouden           |
| l.c.    | lagere categorie                 |
| –       | niet deelgenomen                 |
| G       | uitgeschakeld in de groepsfase   |
| 1R      | uitgeschakeld in de eerste ronde |
| 2R      | uitgeschakeld in de tweede ronde |
| 3R      | uitgeschakeld in de derde ronde  |
| 4R      | uitgeschakeld in de vierde ronde |
| KF      | uitgeschakeld in de kwartfinale  |
| HF      | uitgeschakeld in de halve finale |
| F       | de finale verloren               |
| W       | het toernooi gewonnen            |
| w-v     | winst/verlies-balans             |

ƒ toernooi slechts voor Fransen (gespeeld tijdens de Duitse bezetting)

### Enkelspel
| Australian Open | –  | –  | –  | – | –  | –  | –  | g.t. | g.t. |
| Roland Garros   | –  | –  | 3R | – | –  | –  | KF | ƒ    | ƒ    |
| Wimbledon       | 2R | 4R | KF | – | 1R | KF | HF | g.t. | g.t. |
| US Open         | –  | –  | F  | F | –  | –  | –  | W    | W    |

### Vrouwendubbelspel
| Australian Open | – | –  | –  | – | – | – | – | –  | –    | g.t. |
| Roland Garros   | – | –  | F  | – | – | – | – | KF | g.t. | ƒ    |
| Wimbledon       | F | 3R | KF | – | F | – | W | W  | g.t. | g.t. |
| US Open         | W | W  | W  | W | F | W | W | W  | W    | W    |

### Gemengd dubbelspel
| Australian Open | – | – | – | – | – | – | – | g.t. |
| Roland Garros   | – | – | – | – | – | – | W | ƒ    |
| Wimbledon       | – | – | – | F | – | F | – | g.t. |
| US Open         | W | F | W | F | W | – | F | W    |